# Ernest de Saxe-Meiningen
Ernest Bernard Victor Georges de Saxe-Meiningen, né le 27 septembre 1859 à Meiningen et mort le 29 décembre 1941 au château d'Altenstein est un prince allemand de la famille Saxe-Meiningen, duc titulaire de Saxe-Meiningen.

## Biographie

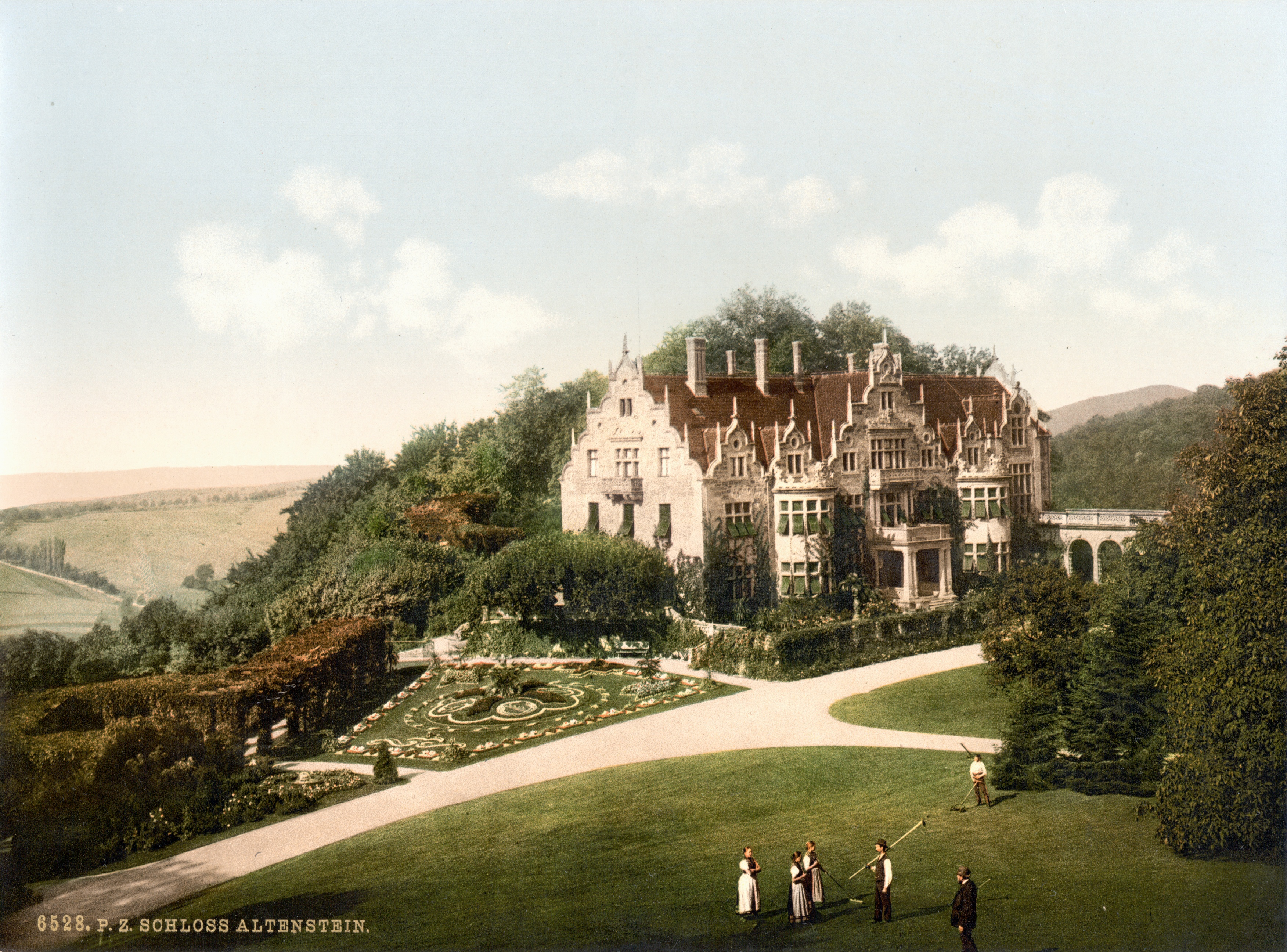
Vue du château d'Altenstein

Le prince Ernest de Saxe-Meiningen est le fils en deuxièmes noces du duc Georges II de Saxe-Meiningen et de la duchesse son épouse, née princesse Théodora de Hohenlohe-Langenbourg. Son frère Bernard III a été le dernier duc régnant du duché, pendant la Première Guerre mondiale, jusqu'à son abdication le 10 novembre 1918, lorsque l'Empire allemand s'est écroulé.
Ernest est le fils préféré de son père, aux goûts raffinés et intellectuels. Lui-même peint avec talent. On peut admirer deux fresques du prince Ernest à la villa Carlotta, ancienne propriété familiale au bord du lac de Côme. Il commanda aussi des travaux de construction et de décoration pour le théâtre de Meiningen. Il serait le compositeur de la musique de scène de l'adaptation allemande des Perses d'Eschyle par Hermann Koechly (éditée en 1880 par Bote & Bock, Berlin), avec la mention "musique de E. [Ernest] B. [Bernard, Victor, Georges, duc de Saxe-Meiningen]".
Le prince Ernest de Saxe-Meiningen était docteur honoris causa de l'université d'Iéna et colonel de l'armée impériale allemande. La future impératrice Augusta-Victoria eut un sentiment d'amitié pour lui en 1875 mais, choisie par la princesse royale pour être l'épouse du futur Guillaume II, les fiançailles furent prestement rompues par les parents de la jeune fille.
Il épouse à Munich, le 20 septembre 1892, une jeune femme qui n'est pas de sa condition, Katharina Jensen (1874-1945), fille de l'écrivain Wilhelm Jensen, qui partage ses goûts artistiques et intellectuels. Le mariage est donc morganatique et les enfants ne sont pas dynastes. La jeune femme reçoit aussitôt de titre de baronne de Saalfeld du nom d'un bailliage du duché. Le prince Ernest devient chef de la maison ducale à la mort de son frère Bernard III et ses six enfants, titrés barons et baronnes de Saalfeld, sont exclus de la succession. Le prince combat à la tête du XVe régiment d'infanterie à la suite, pendant la Première Guerre mondiale.
Ayant déjà perdu deux de ses cinq fils pendant la Première Guerre mondiale, il fut fort affligé de la disparition du plus jeune, Heinrich dit Enzio, pendant la Bataille d'Angleterre.
Le prince Ernest meurt quelques mois plus tard en décembre 1941 au château d'Altenstein qui est vendu par sa veuve à l'État de Thuringe. Son neveu Georges devient alors chef de la maison ducale, jusqu'à sa mort quatre ans et demi plus tard dans un camp de prisonniers en URSS.
Le prince Ernest est enterré au cimetière du parc (Meiningen).
Le sculpteur Erwin Kurz a réalisé un buste en marbre du prince et la Ernststrasse (rue Ernest) à Meiningen est nommée d'après lui.

## Famille
De son union avec Katharina Jensen, titrée baronne de Saalfeld, sont issus :
- Georg Wilhelm, baron de Saalfeld, (11 juin 1893-29 avril 1916), tué à la bataille de La Bassée (France).
- Élisabeth, baronne de Saalfeld, (2 février 1896-4 juin 1934), épouse le 25 avril 1917 Johann Duken.
- Ernst, baron de Saalfed, (4 juillet 1897-28 mai 1915), tué à Josefovo, près de Kielmy (aujourd'hui Kelme en Lituanie).
- Ralf Erich, baron de Saalfeld (28 mars 1900-22 juillet 1947), épouse le 11 octobre 1928 Marie Seitz, dont postérité, et en secondes noces, le 16 août 1936, Mélanie de Bismarck, dont postérité.
- Sven Hans, baron de Saalfeld (18 septembre 1903-13 décembre 1998), épouse le 20 mars 1936 (divorce en 1952) Elisabeth Faust, dont postérité.
- Heinrich (dit Enzio), baron de Saalfeld (17 juillet 1908-31 mars 1941) épouse le 28 février 1936 Ruth Viererbe, dont postérité. Tué dans une bataille aérienne au-dessus de l'Angleterre.

## Source
- (de) Cet article est partiellement ou en totalité issu de l’article de Wikipédia en allemand intitulé « Ernst von Sachsen-Meiningen » (voir la liste des auteurs).